# Бангпаин
Дворец Бангпаи́н (тайск. พระราชวังบางปะอิน) — также известный как Летний Дворец. Дворцовый комплекс, в прошлом используемый, как летняя резиденция королей Таиланда. Дворцовый комплекс расположен на берегу реки Чаупхрая, в районе Бангпаин провинции Аюттхая.
Построен в 1632 году при правителе Прасаттхонге (1600—1656). Полностью перестроена во время правления Рамы V Чулалонгкорна (1868—1910).
В настоящее время дворец почти полностью открыт для посещения. Королевская семья использует его крайне редко для проведения банкетов, специальных мероприятий и церемоний.

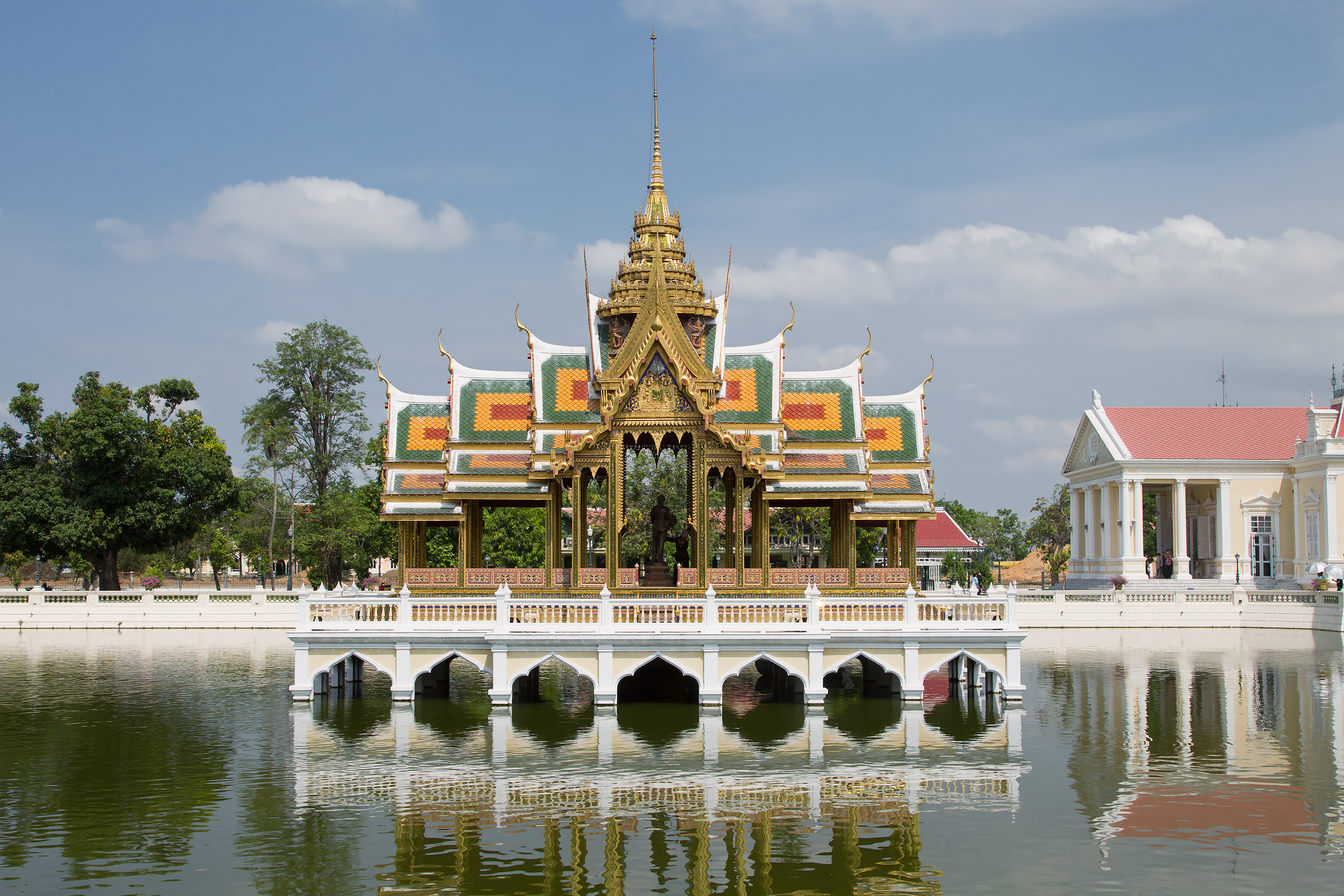
Королевская беседка «Пхра Тхинанг Айсаван Тхипхат» — «Божественное место духовной свободы»